# 韋列然卡 (赫梅利尼茨基區)
49°27′48″N 26°46′22″E / 49.46333°N 26.77278°E
貝雷然卡（烏克蘭語：Бережанка）是位於烏克蘭西部的村莊，由赫梅利尼茨基州裡赫梅利尼茨基區的黑奧斯特里夫市鎮負責管轄。該村面積1.62平方公里，海拔高度309米，2001年人口455，人口密度每平方公里280.86人。